# Campeonato Uruguaio de Futebol de 1924
O Campeonato Uruguaio de Futebol de 1924 consistiu em uma competição com dois turnos, no sistema de todos contra todos. O campeão foi o Nacional, que conquistou o torneio de forma invicta.

## Classificação[2]
| Pos | Equipe               | Pts | J  | V  | E | D  | GP | GC | SG  |
| --- | -------------------- | --- | -- | -- | - | -- | -- | -- | --- |
| 1°  | Nacional             | 39  | 22 | 17 | 5 | 0  | 49 | 10 | 39  |
| 2°  | Bella Vista          | 37  | 22 | 16 | 5 | 1  | 34 | 15 | 19  |
| 3°  | Rampla Juniors       | 29  | 22 | 11 | 7 | 4  | 28 | 15 | 13  |
| 4°  | Fénix                | 27  | 22 | 10 | 7 | 5  | 30 | 21 | 9   |
| 5°  | Racing               | 25  | 22 | 9  | 7 | 6  | 17 | 20 | -3  |
| 6°  | Montevideo Wanderers | 22  | 22 | 7  | 8 | 7  | 27 | 19 | 8   |
| 7°  | Uruguay Onward       | 20  | 22 | 6  | 8 | 8  | 18 | 31 | -13 |
| 8°  | Belgrano             | 19  | 22 | 6  | 7 | 9  | 18 | 19 | -1  |
| 9°  | Lito                 | 19  | 22 | 6  | 7 | 9  | 18 | 19 | -1  |
| 10° | Liverpool            | 15  | 22 | 5  | 5 | 12 | 11 | 25 | -14 |
| 11° | Universal            | 11  | 22 | 3  | 5 | 14 | 11 | 29 | -18 |
| 12° | Charley              | 1   | 22 | 0  | 1 | 21 | 6  | 44 | -38 |

|  | Campeão. |

| Campeonato Uruguaio de 1924   |
| ----------------------------- |
| Nacional Campeão (11º título) |

## Campeonato da FUF
A Federación Uruguaya de Football (FUF), nova federação fundada por Peñarol e Central após os mesmos terem sido desafiliados da Asociación Uruguaya de Fútbol (AUF) depois da 16ª rodada do Campeonato Uruguaio de 1922, também organizou um campeonato nacional no Uruguai em 1924. O torneio consistiu em uma competição com dois turnos, no sistema de todos contra todos. O campeão foi o Peñarol.

### Classificação
| Pos | Equipe             | Pts | J  | V  | E  | D  | GP | GC | SG  |
| --- | ------------------ | --- | -- | -- | -- | -- | -- | -- | --- |
| 1°  | Peñarol            | 56  | 32 | 25 | 6  | 1  | 80 | 14 | 66  |
| 2°  | Atlético Wanderers | 50  | 32 | 21 | 8  | 3  | 46 | 16 | 30  |
| 3°  | Lito Cuadrado      | 46  | 32 | 16 | 14 | 2  | 49 | 21 | 28  |
| 4°  | Olimpia FC         | 39  | 32 | 16 | 7  | 9  | 45 | 34 | 11  |
| 5°  | CA Defensor        | 35  | 32 | 12 | 11 | 9  | 50 | 42 | 12  |
| 6°  | Rosarino Central   | 35  | 32 | 12 | 11 | 9  | 37 | 34 | 13  |
| 7°  | Sud América        | 32  | 32 | 11 | 10 | 11 | 43 | 39 | 4   |
| 8°  | Central            | 30  | 32 | 12 | 6  | 14 | 39 | 40 | -1  |
| 9°  | CS Misiones        | 29  | 32 | 10 | 9  | 13 | 29 | 27 | 2   |
| 10° | Peñarol del Plata  | 28  | 32 | 9  | 10 | 13 | 34 | 45 | -11 |
| 11° | Solferino          | 27  | 32 | 9  | 9  | 14 | 34 | 48 | -14 |
| 12° | Uruguayo           | 27  | 32 | 7  | 13 | 12 | 27 | 33 | 4   |
| 13° | Las Piedras        | 25  | 32 | 9  | 7  | 16 | 28 | 41 | -13 |
| 14° | Colón              | 23  | 32 | 7  | 9  | 16 | 28 | 48 | -20 |
| 15° | Roberto Chery      | 21  | 32 | 6  | 9  | 17 | 25 | 47 | -22 |
| 16° | Charley            | 21  | 32 | 5  | 11 | 16 | 27 | 59 | -32 |
| 17° | Roland Moor        | 20  | 32 | 5  | 10 | 17 | 27 | 50 | -23 |

|  | Campeão. |

| Campeonato Uruguaio da FUF de 1924 |
| ---------------------------------- |
| Peñarol Campeão (8º título)        |